# د اپیک
د اپیک یک آسمان‌خراش واقع در ایالت نیویورک، ایالات متحده آمریکا می‌باشد. ساخت و ساز این ساختمان ۲۰۰۵ شروع شد و ۲۰۰۷ به پایان رسید. تعداد طبقاتش ۵۸ است.

## نگارخانه

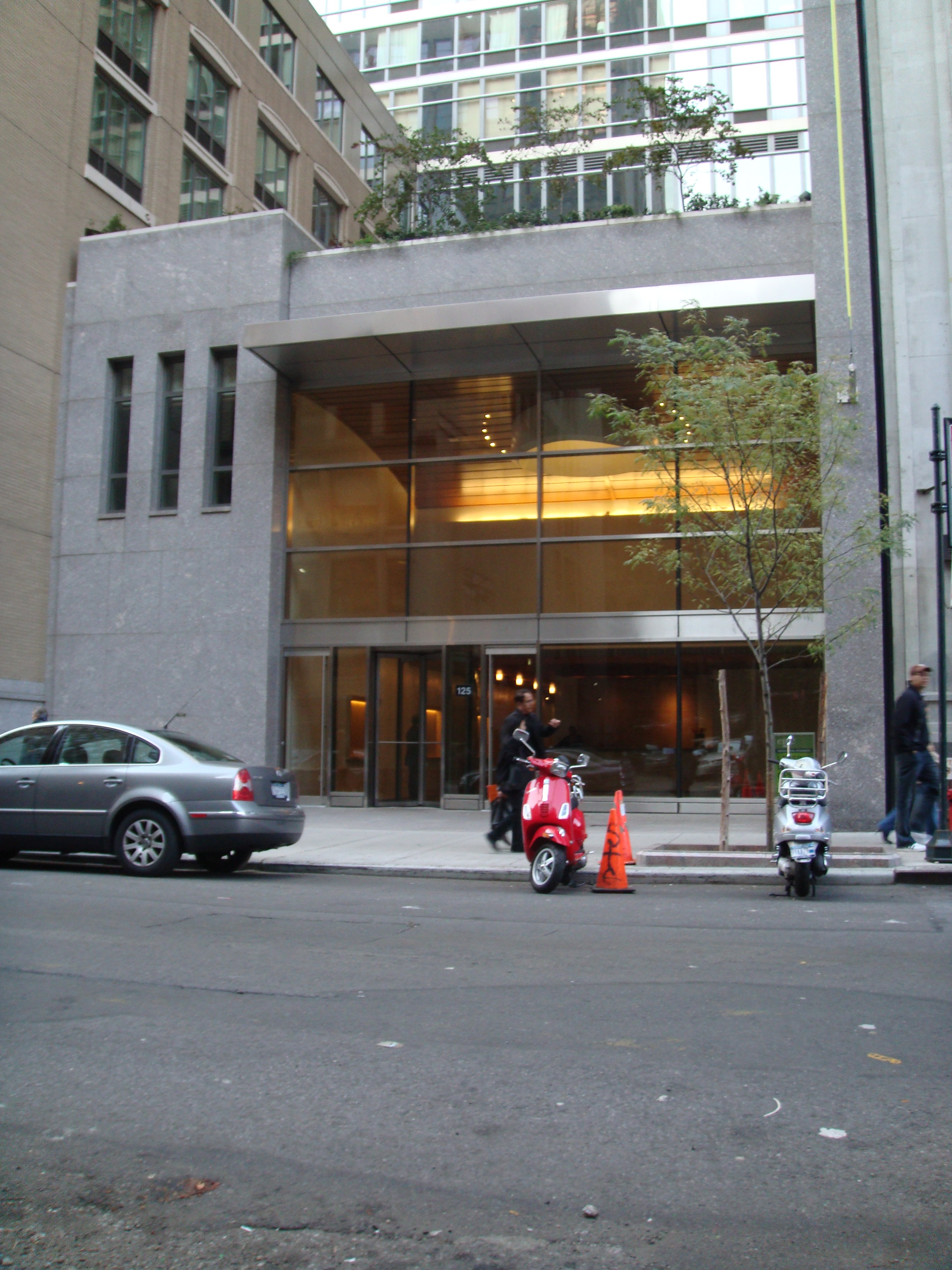